# 서울 도선사 석조관음보살좌상
서울 도선사 석조관음보살좌상(서울 道詵寺 石造觀音菩薩坐像)은 서울특별시 강북구 도선사에 있는 조선시대 1670년(현종 11년)에 조성된 불상이다. 2016년 12월 8일 서울특별시의 유형문화재 제396호로 지정되었다.

## 개요
도선사 석조관음보살좌상은 양 손을 무릎 위에 올리고 있는 선정인으로 중앙에 화불이 새겨진 보관을 착용하고 있으며, 법의는 양어깨를 다덮은 통견의 대의에 승각기와 편삼으로 이루어진 전형적인 조선 후기 불상 착의법을 보여준다. 복장공에서 확인된 조성발원문과 중수발원문을 통해 조각승 승호가 조성한 작품임을 알 수 있으며, 원 봉안처의 추정도 가능하다. 즉 석조관음보살좌상을 조각한 조선 후기 대표 작가 승호의 공백기 시절 활약상을 알 수 있으며, 불상의 이운과정을 추정할 수 있는 자료를 제공하고 있어 문화재적 가치가 매우 높은 불상이라 할 수 있다.

## 조사보고서
도선사 석조관음보살좌상은 양 손을 무릎 위에 올리고 있는 선정인으로 중앙에 화불이 새겨진 보관을 착용하고 있으며, 법의는 양어깨를 다덮은 통견의 대의에 승각기와 편삼으로 이루어진 전형적인 조선 후기 불상 착의법을 보여준다. 머리는 약간 앞으로 숙이고 있으며 보발(寶髮)이 귀를 가로질러 어깨에서 세 가닥으로 나뉘며, 전반적으로 개금이 되어 있다.
불상 하부에 폭 20.5×14cm, 깊이 24.5cm 크기의 복장공이 있다. 복장공에서 조성발원문 1매와 중수발원문 1매, 후령통 1개, 분철된 법화경 2매가 복장물로 발견되었으나 현재 중수발원문은 도난당한 상태이다.
조성발원문을 통해 석조관음보살좌상은 1670년 조성되었으며 1733년 진관사에서 중수되었음을 알 수 있다. 조성발원문을 통해 승호(勝浩)가 수화승을 맡아 조성한 작품임을 알 수 있다. 승호는 불석(沸石, zeolite)을 이용해 17세기 후반부터 활발하게 불상을 조성한 조각승으로 1640년부터 1688년까지 불상 조성에 참여한 기록이 남아있는데, 승호가 수화승이 되어 조성한 첫 번째 작품임을 알 수 있다.
또한 도선사 석조관음보살좌상은 발원문을 통해 원봉안처를 추정할 수 있는데 발원문에 등장하는 인물과 발원문에 찍힌 다라니를 분석하면 이 불상의 원봉안처가 대구와 칠곡 접경지역의 사찰로 추정된다.
도선사 석조관음보살좌상을 조각한 승호는 1655년부터 1678년간 기록의 공백이 보이는데 도선사 석조관음보살좌상은 공백기에 승호의 활약상을 알 수 있게 해주는 중요한 불상이다. 또한 복장물을 통해 구체적인 조성시기와 중수시기를 파악할 수 있으며 원 봉안처를 추정할 수 있다. 이밖에 도선사 석조관음보살좌상은 불상의 이운 과정을 추정할 수 있는 자료를 제공하고 있어 문화재적 가치와 학술적 가치가 매우 높은 불상이라고 할 수 있다.
이에 따라서 비록 보관 중앙부 일부가 파손되어 있으며 중수발원문을 도난당하였다고 하더라도 서울특별시 유형문화재로 지정하여 관리․보호할 필요가 있는 것으로 판단된다.
조성발원문
康熙九年庚戌七月十五日 新造相 觀音菩薩奉安 獨當施主崔日英兩主 寺衆助緣秩 太信 勝倫 天眞 祖良 靈俊 法澄 法稐 勝嚴 大裕 住持 禪雲 持事 德林 首僧 沖輝 三剛 道信 緣化秩 持殿 弘彦 上畵工 勝湖 兼化主 副畵工 尙倫 兼化主 慈運 應眞 卓梅 供養主 慧行 時道主 閔公時重 時城主 權公大載 際

## 참고 자료
- 서울 도선사 석조관음보살좌상 - 국가유산청 국가유산포털